# The Whistleblower
The Whistleblower (también conocida como La verdad oculta o Secretos peligrosos) es una película de 2010 escrita y dirigida por Larysa Kondracki y Eilis Kirwan, con Rachel Weisz en el protagónico. Trata sobre la vida de la oficial de policía de Nebraska, Kathryn Bolkovac quien trabajó como monitor de la Fuerza Internacional de Policía de las Naciones Unidas en Bosnia-Herzegovina y denunció un tráfico de esclavas sexuales transportadas desde Europa Oriental.
El filme se estrenó en el Festival Internacional de Cine de Toronto de 2010. La distribución estuvo a cargo de Samuel Goldwyn Films.

## Reparto
- Rachel Weisz como Kathryn Bolkovac.
- David Strathairn como Peter Ward.
- Nikolaj Lie Kaas como Jan.
- Anna Anissimova como Zoe.
- Monica Bellucci como Laura Leviani.
- Vanessa Redgrave como Madeleine Rees.
- Benedict Cumberbatch como Nick Kaufman.
- Roxana Condurache como Raya Kochan.
- Paula Schramm como Luba.
- Rayisa Kondracki como Irka.
- Liam Cunningham como Bill Haynes.
- Demetri Goritsas como Kyle.
- David Hewlett como Fred Murray.
- William Hope como John Blakely.
- Stuart Graham como McVeigh.
- Vlad Ivanov como Tanjo.